# BYD Sealion 7

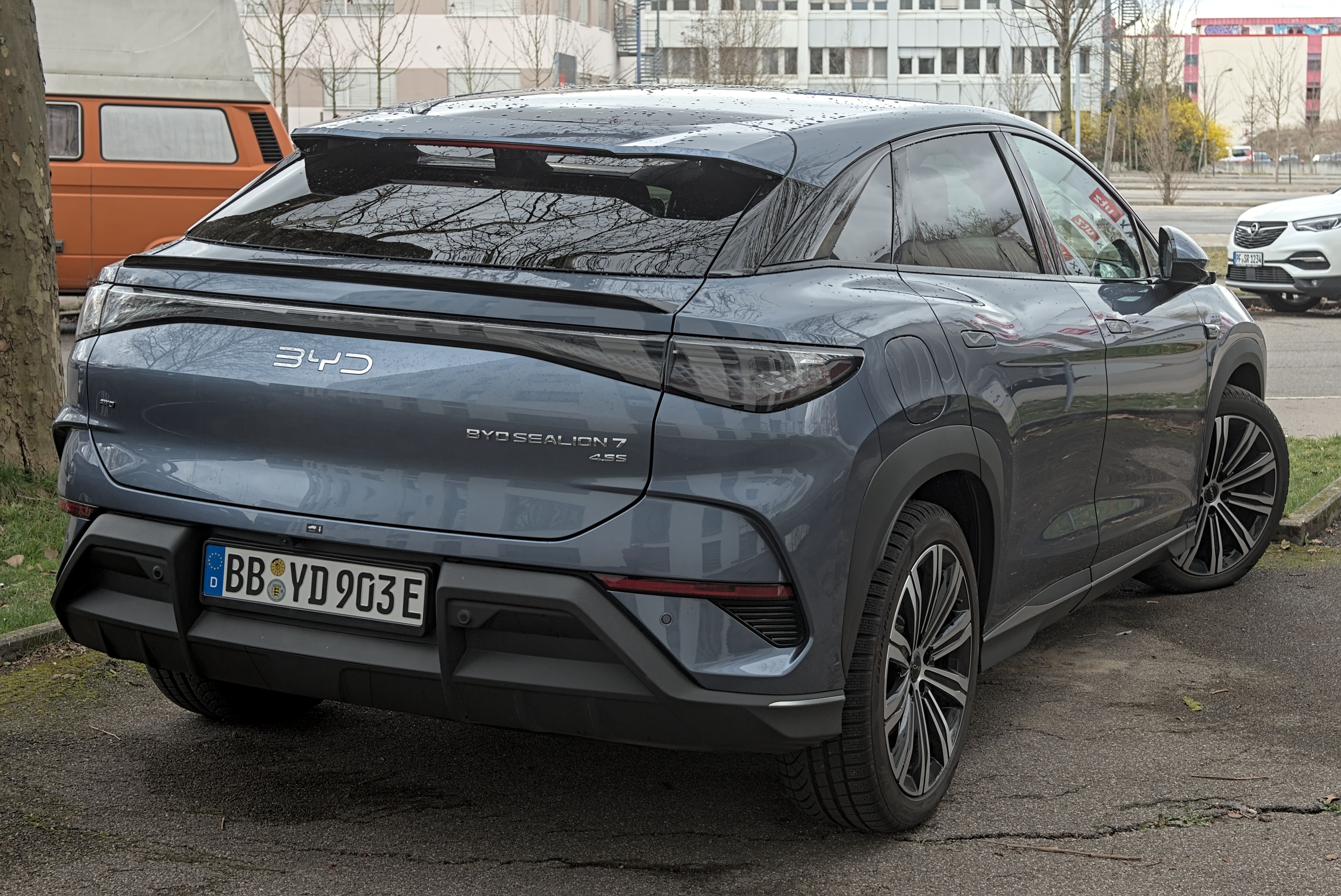
Heckansicht

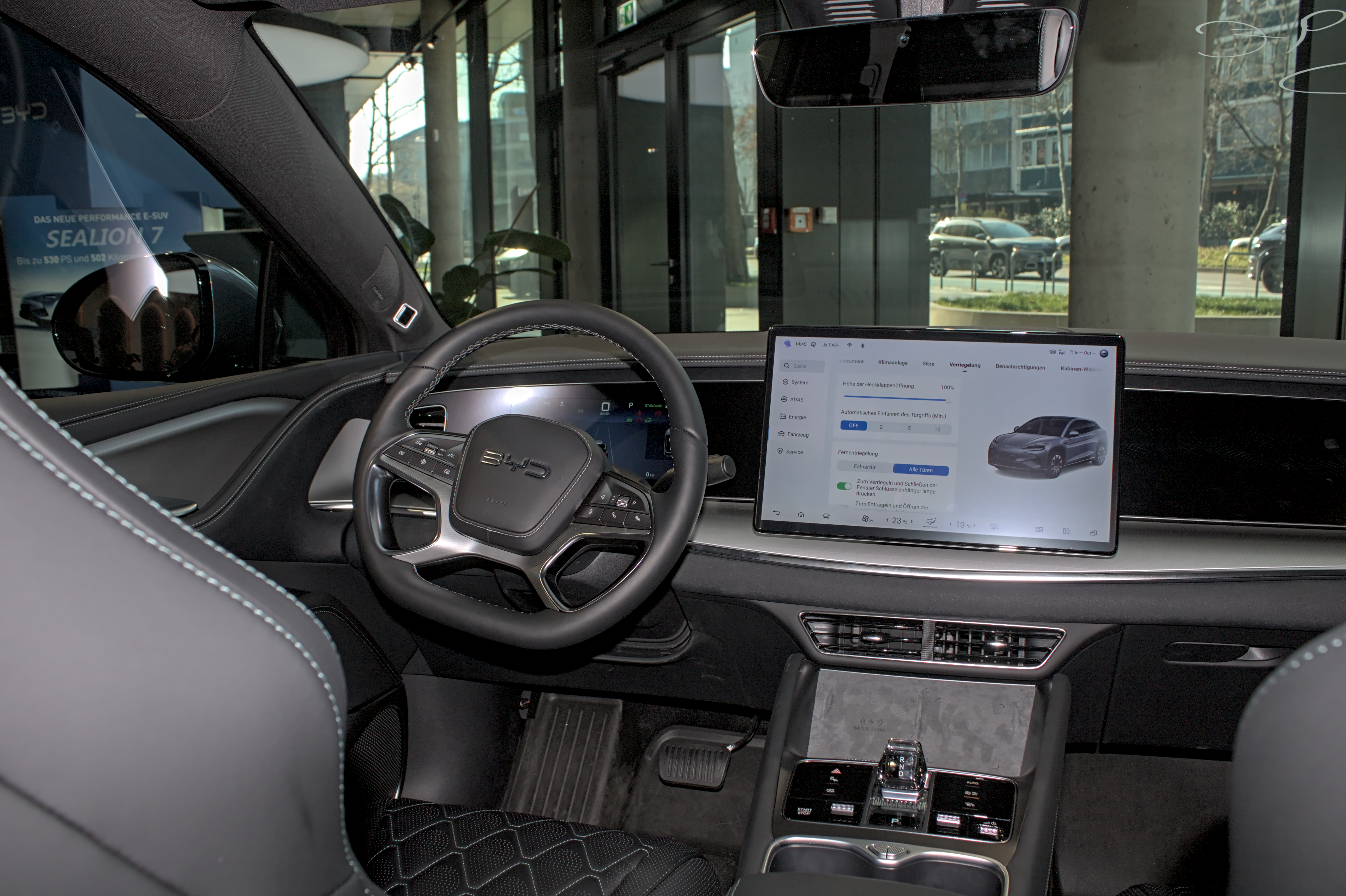
Innenansicht

Der BYD Sealion 7 (in China BYD Sealion 07) ist ein batterieelektrisch angetriebenes Sport Utility Vehicle des chinesischen Automobilherstellers BYD Auto.

## Geschichte
Erstmals vorgestellt wurde das Fahrzeug im November 2023 auf der Guangzhou Auto Show. Auf dem chinesischen Heimatmarkt kam es im Mai 2025 in den Handel. Die Europapremiere folgte auf dem Pariser Autosalon im Oktober 2024, die Markteinführung erfolgte hier Anfang 2025.
Gebaut wird der Wagen in Changzhou. Gestaltet wurde er unter der Leitung von Wolfgang Egger. Im Angebot des Herstellers wird die Baureihe der sogenannten Ocean-Serie zugeordnet. Als Konkurrenzmodelle werden unter anderem der Tesla Model Y und der VW ID.5 genannt. Mit dem Modellnamen „Sealion“ vermarktet BYD in China zudem noch die Modelle Sealion 05 und Sealion 06.

## Sicherheit
Im Frühling 2025 wurde der Sealion 7 vom Euro NCAP auf die Fahrzeugsicherheit getestet. Er erhielt fünf von fünf möglichen Sternen.

## Technik
Das 4,83 Meter lange Fahrzeug basiert auf der vom Hersteller als „e-Platform 3.0 Evo“ bezeichneten Elektroauto-Architektur mit 800-Volt-Technik. Der Wagen nutzt die Blade Batterie, die nach dem Cell-to-Pack-Verfahren eingebaut wird. Für den chinesischen Markt gibt es zwei Akkugrößen (71,8 kWh und 80,6 kWh), genauso wie für den europäischen Markt (82,5 kWh und 91,3 kWh). Die maximale Ladeleistung gibt der Hersteller mit 230 kW an. Es gibt den Sealion 7 entweder mit Hinterrad- oder mit Allradantrieb. Die Höchstgeschwindigkeit liegt in allen erhältlichen Varianten bei über 200 km/h.

## Technische Daten
|                                       | 550                                     | 610                                     | 550 AWD                                                        | Comfort                                 | Design AWD                                                     | Excellence AWD                                                 |
| ------------------------------------- | --------------------------------------- | --------------------------------------- | -------------------------------------------------------------- | --------------------------------------- | -------------------------------------------------------------- | -------------------------------------------------------------- |
| Markt                                 | China                                   | China                                   | China                                                          | Europa                                  | Europa                                                         | Europa                                                         |
| Bauzeitraum                           | seit 05/2024                            | seit 05/2024                            | seit 05/2024                                                   | seit 01/2025                            | seit 01/2025                                                   | seit 01/2025                                                   |
| Motorkenndaten                        |                                         |                                         |                                                                |                                         |                                                                |                                                                |
| Motorart                              | Hinten: Permanentmagnet-Synchronmotor   | Hinten: Permanentmagnet-Synchronmotor   | Vorne: Asynchronmaschine Hinten: Permanentmagnet-Synchronmotor | Hinten: Permanentmagnet-Synchronmotor   | Vorne: Asynchronmaschine Hinten: Permanentmagnet-Synchronmotor | Vorne: Asynchronmaschine Hinten: Permanentmagnet-Synchronmotor |
| max. Leistung                         | 170 kW (231 PS)                         | 230 kW (313 PS)                         | 390 kW (530 PS)                                                | 230 kW (313 PS)                         | 390 kW (530 PS)                                                | 390 kW (530 PS)                                                |
| max. Drehmoment                       | 380 Nm                                  | 380 Nm                                  | 690 Nm                                                         | 380 Nm                                  | 690 Nm                                                         | 690 Nm                                                         |
| Kraftübertragung                      |                                         |                                         |                                                                |                                         |                                                                |                                                                |
| Antrieb                               | Hinterradantrieb                        | Hinterradantrieb                        | Allradantrieb                                                  | Hinterradantrieb                        | Allradantrieb                                                  | Allradantrieb                                                  |
| Getriebe                              | Festes Übersetzungsverhältnis           | Festes Übersetzungsverhältnis           | Festes Übersetzungsverhältnis                                  | Festes Übersetzungsverhältnis           | Festes Übersetzungsverhältnis                                  | Festes Übersetzungsverhältnis                                  |
| Antriebsbatterie                      |                                         |                                         |                                                                |                                         |                                                                |                                                                |
| Zellchemie                            | Lithium-Eisenphosphat-Akkumulator (LFP) | Lithium-Eisenphosphat-Akkumulator (LFP) | Lithium-Eisenphosphat-Akkumulator (LFP)                        | Lithium-Eisenphosphat-Akkumulator (LFP) | Lithium-Eisenphosphat-Akkumulator (LFP)                        | Lithium-Eisenphosphat-Akkumulator (LFP)                        |
| Energieinhalt                         | 71,8 kWh                                | 80,6 kWh                                | 80,6 kWh                                                       | 82,5 kWh                                | 82,5 kWh                                                       | 91,3 kWh                                                       |
| Messwerte                             |                                         |                                         |                                                                |                                         |                                                                |                                                                |
| Höchstgeschwindigkeit                 | 210 km/h                                | 225 km/h                                | 225 km/h                                                       | 215 km/h                                | 215 km/h                                                       | 215 km/h                                                       |
| Beschleunigung, 0–100 km/h            | 7,3 s                                   | 6,7 s                                   | 4,2 s                                                          | 6,7 s                                   | 4,5 s                                                          | 4,5 s                                                          |
| Energieverbrauch auf 100 km nach CLTC | 15,0 kWh                                | 15,2 kWh                                | 16,7 kWh                                                       | k. A.                                   | k. A.                                                          | k. A.                                                          |
| Energieverbrauch auf 100 km nach WLTP | k. A.                                   | k. A.                                   | k. A.                                                          | 19,9 kWh                                | 21,4 kWh                                                       | 21,9 kWh                                                       |
| Reichweite nach CLTC                  | 550 km                                  | 610 km                                  | 550 km                                                         | k. A.                                   | k. A.                                                          | k. A.                                                          |
| Reichweite nach WLTP                  | k. A.                                   | k. A.                                   | k. A.                                                          | 482 km                                  | 456 km                                                         | 502 km                                                         |

## Zulassungszahlen in Deutschland
Im Jahr 2024 sind in der Bundesrepublik Deutschland insgesamt 50 Sealion 7 neu zugelassen worden. Alle hatten Allradantrieb.
|  |

|  |

|  |

|  |

|  |

|  |

|  |

|  |

|  |

|  |

|  |

|  |

|  |

|  |

|  |

|  |

|  | Allradantrieb |

|  | Allradantrieb |